# Wieki Stare i Nowe
Wieki Stare i Nowe (przed 2009 Wieki stare i nowe) – polskie czasopismo historyczne Instytutu Historii Uniwersytetu Śląskiego. Teksty w nim zawarte poruszają zagadnienia wszystkich epok historycznych, od starożytności do czasów współczesnych. Pierwszy tom Wieków Starych i Nowych ukazał się w 2000. Pierwszymi redaktorami serii byli Idzi Panic i Maria Wanda Wanatowicz.
W 2005 roku znalazło się na liście czasopism punktowanych przez Ministerstwo Nauki i Szkolnictwa Wyższego. W 2009 roku zmieniono tytuł z Wieki stare i nowe na Wieki Stare i Nowe oraz numerację czasopisma.